# قوروق
قوروق هي قرية في مقاطعة خوي، إيران. عدد سكان هذه القرية هو 1,487 في سنة 2006.